# Регистарске ознаке у Андори
Данашње регистарске таблице у Андори се састоје од једног слова и четири цифре (нпр. A1234) црне боје на белој позадини. Имају грб Андоре и ознаку земље (AND) на левој страни таблице, и натпис Principat d'Andorra плавом бојом испод ознаке.

## Историја
Прве андорске регистарске таблице су издате око 1930. године у сличном формату каи и данас. Оне су биле састављене од скраћенице AND, праћене са четири броја (нпр. AND1234). Нови изглед таблица је уведен 2011. године.

## Специјалне таблице
- - Привремене таблице. МТ представља Matrícula Temporal. Састоје се од два слова у црвеном правоугаонику, четири броја и датума истека у другом црвеном правоугаонику.
- - Таблице за продавце аутомобила. Састоје се од максимално три броја црвене боје на зеленој позадини, године трајања на левој страни и речи PROVA на дну.
- - Дипломатске таблице. Састоје се од једног слова, максимално три броја и још једног слова, беле боје на светло-плавој позадини.
- Посебна возила имају само три броја, црвене боје на белој позадини.
- Службена возила користе тробојну заставу Андоре без грба.